# (99503) Leewonchul
(99503) Leewonchul est un astéroïde de la ceinture principale.

## Description
(99503) Leewonchul est un astéroïde de la ceinture principale. Il fut découvert le 16 février 2002 à Bohyunsan par Young-Beom Jeon. Il présente une orbite caractérisée par un demi-grand axe de 2,41 UA, une excentricité de 0,20 et une inclinaison de 7,7° par rapport à l'écliptique.

## Compléments